# کرک‌بورت، اسخاخن
کرک‌بورت، اسخاخن (به هلندی: Kerkbuurt) یک منطقهٔ مسکونی در هلند است که در اسخاخن واقع شده‌است.